# Barry (België)
Barry is een dorp in de Belgische provincie Henegouwen en een deelgemeente van de Waalse stad Doornik.
Barry was een zelfstandige gemeente tot die bij de gemeentelijke herindeling van 1977 toegevoegd werd aan Doornik.

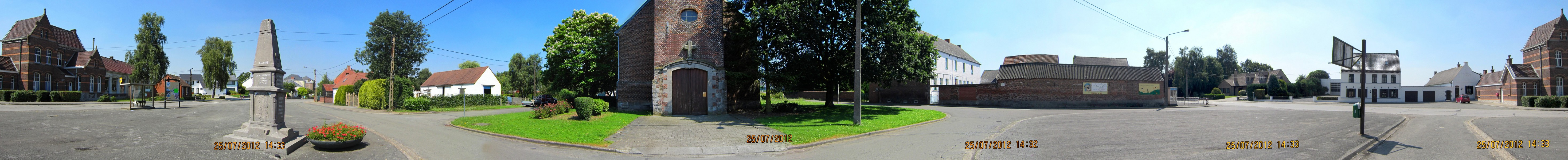
Barry

## Bezienswaardigheden
- De Sint-Albinuskerk (Église Saint-Albin) is een neoclassicistisch kerkgebouw uit 1856 maar de grondslag ervan is vermoedelijk 18e-eeuws. De kerk is hoofdzakelijk in baksteen uitgevoerd.

## Natuur en landschap
In Barry is het begin van de Westelijke Dender die in oostelijke richting stroomt. Ten westen van Barry ligt het Bois de Barry. De hoogte bedraagt 54-74 meter.

## Demografische ontwikkeling
- Bron: NIS; Opm:1806 t/m 1970=volkstellingen; 1976=inwoneraantal op 31 december

## Nabijgelegen kernen
Baugnies, Vezon, Gaurain-Ramecroix, Maulde, Pipaix